# Народна партија Канаде
Народна партија Канаде (енгл. People's Party of Canada, фр. Parti populaire du Canada), је десничарска до крајње десничарска савезна политичка партија у Канади. Странку је основао Максим Берније у септембру 2018, убрзо након његовог иступања из Конзервативне партије Канаде. Берније, бивши кандидат за изборе за руководство Конзервативне партије Канаде 2017. године и министар у кабинету, био је једини члан парламента (МП) странке од њеног оснивања 2018. године, до свог пораза на канадским савезним изборима 2019. године. Партија је формирала удружења изборних округа (ЕДА) у 326 изборних места  и кандидовала своје кандидате у 315 изборних целина. У Канади су на савезним изборима 2019. године постојале 338 изборних јединица, међутим, ниједан кандидат из његове странке није изабран па је тиме Берније изгубио своју шансу за реизбор у изборном дистрикту Беусе. Странка је кандидовала 312 кандидата на канадским савезним изборима 2021. године, али опет ниједан није изабран у парламент, упркос томе што је повећао свој удео у гласовима народа на скоро пет процената.
Партија се залаже за смањење имиграције у Канаду на 150.000 годишње, укидање канадског закона о мултикултурализму, повлачење из Париског споразума и окончање управљања снабдевањем. На савезним изборима 2021. године, странка се такође супротставила затварању и мерама ограничењима због ковида 19, пасошима за вакцину и обавезним вакцинацијама. Описана као популистичка странка по узору на радикално-десничарске европске странке, али са десним економским либералним, или економски либералним у европском контексту, политикама, такође је на различите начине означена као класично либерална, конзервативна, и као  десно популистичка. Партија се сматра да је десничарска и да је на десном политичком спектру.

## Историја

### Оснивање партије
ПиПиСи је формирана неколико недеља након оставке Максима Бернијеа, кандидата на изборима за руководство Конзервативне партије Канаде 2017. и бившег министра из Конзервативне партије Канаде. У свом говору о оставци, Берније је изјавио да одлази зато што „сам схватио да је ова странка превише интелектуално и морално корумпирана да би се реформисала“. Берније је такође навео да је под опозиционим лидером Ендрјуом Широм, од кога је Берније изгубио на изборима за руководство странке 2017. Конзервативна партија напустила своје принципе, укључујући политичку коректност, корпоративно благостање, реформу уједначавања исплата за провинције и управљање снабдевањем. У часопису Натионал пост-а, Берније је навео да је његов мотив за формирање странке био да преокрене динамику јавног избора у канадском политичком систему што је резултирало куповином гласова и додворавање другим политичким партијама. Он је поновио своје уверење да се Конзервативна партија не може реформисати да би се окончала ова пракса и да је потребна нова политичка партија.
Бернијеа су угледни конзервативни политичари, попут бивших премијера Стивена Харпера и Брајана Малрунија, оптужили да покушава да подели политичку десницу. Он је у емисији Снага и политике на телевизији СиБиСи одговорио да жели да се фокусира на незадовољне гласаче и као пример навео политички успон француског председника Емануела Макрона. Берније је касније навео пробој Народне алијансе Њу Брансвика на општим изборима у Њу Брансвику 2018. и победу Коалиције Авенир Квебек на општим изборима у Квебеку 2018. као примере презира бирача према традиционалним политичким партијама и изражавања жеље за променом гласањем за нове странке.
Пре изласка из Конзервативне партије, Берније је почео поново да успоставља контакт са појединцима који су подржали његову кандидатуру за лидерство конзервативаца 2017, веровали су да има неопходну подршку да региструје странку у Елекнс Канада. Ле Дево је известио да су чланови седам асоцијација конзервативних бирачких јединица прешли у странку. Неколико дана након што је објавио назив странке, лидер Либертаријанске партије Канаде Тим Моен, који је претходно понудио вођство те партије Бернијеу, изјавио је да је отворен за идеју спајања са Народном партијом. На питање Глобал Њуза о овоме предлогу спајања, Берније је одговорио да није заинтересован за тако нешто. На питање о организацији странке, поменуо је да ће користити алате који нису постојали у прошлости, као што је коришћење друштвених медија.
Берније је планирао да кандидује кандидате у свих 338 канадских савезних избора на канадским савезним изборима 2019. године. Документи за регистрацију странке су званично достављени Елекшн Канади 10. октобра 2018. године. Поред тога, он је навео да ће удружења изборних округа (ЕДА) бити успостављена до 31. децембра 2018. и да ће ЕДА почети да се фокусирају на проналажење кандидата почевши од јануара 2019. године. Првог новембра 2018. странка је открила да има преко 30.000 „чланова оснивача“. Новинске куће су касније откриле да је један од оснивача ПиПиСија био бивши амерички бели националиста, а да су друга два имала везе са анти-имигрантским групама. Бивши бели националиста је уклоњен из странке 29. августа 2019, након што је његова прошлост изашла на видело. Портпарол странке је изјавио да се његова прошлост није појавила током процеса провере пошто је дошао из Сједињених Држава. Друга два члана негирали су да имају расистичке ставове, а странка је касније рекла да за Ле Девоара нису имали довољно ресурса да их провере на почетку формирања ПиПиСија.
У новембру 2018, министарка демократских институција Карина Гулд рекла је да ће Берније бити квалификован за дебате које води Комисија за дебате лидера ако странка номинује кандидате у 90 одсто изборних јединица. Партија је одржала скупове у Ванкуверу, Калгарију, Торонту, Отави-Гатиноу, Винипегу, Саскатуну и Квебек Ситију. Године 2019. одржала је митинге у Хамилтону, Сент Џону и Халифаксу.] Партија је 21. децембра 2018. године основала ЕДА у свих 338 изборних округа.

### Регистрација
Странка је добила квалификовани статус 11. новембра 2018. године. Регистрована је од стране Елекшн Канада 19. јануара 2019. године, након номиновања кандидата за допунске изборе у Оутремонту, Јорк—Симкоу, Бурнаби Сауту и Нанаимо—Ледисмит. Избори су били расписани за 25. фебруар 2019. На допунским изборима 25. фебруара, странка је добила 10,9 одсто гласова у Бурнаби Сауту и 1,5 одсто у оба Јорка—Симко и Аутремонту.

## Изборни резултати
| Избори | Лидер          | Места   | +/−        | Гласова | %   | Ранг | Позиција         |
| ------ | -------------- | ------- | ---------- | ------- | --- | ---- | ---------------- |
| 2019   | Максим Берније | 0 / 338 | Стагнација | 294.092 | 1,6 | 6.   | Ванпарламентарни |
| 2021   | Максим Берније | 0 / 338 | Стагнација | 840.990 | 4,9 | 6.   | Ванпарламентарни |
| 2025   | Максим Берније | 0 / 343 | Стагнација | 141.210 | 0,7 | 6.   | Ванпарламентарни |